# Заслуженный работник сельского хозяйства Республики Беларусь
«Заслуженный работник сельского хозяйства Республики Беларусь» (бел. Заслужаны працаўнік сельскай гаспадаркі Рэспублікі Беларусь) — почётное звание в Республике Беларусь. Присваивается по распоряжению Президента Республики Беларусь работникам сельского хозяйства за заслуги в профессиональной деятельности.

## Порядок присваивания

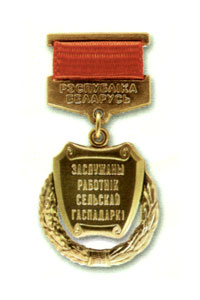
Изображение награды до 2020 года

Присваиванием почётных званий Республики Беларусь занимается Президент Республики Беларусь, решение о присвоении оформляется его указами. Государственные награды (в том числе почётные звания) вручает лично Президент либо его представители. Присваивание почётных званий Республики Беларусь производится на торжественной церемонии, государственная награда вручается лично награждённому, а в случае присваивания почётного звания выдаётся и свидетельство. Лицам, удостоенным почётных званий Республики Беларусь, вручают нагрудный знак.

## Требования
Почетное звание «Заслуженный работник сельского хозяйства Республики Беларусь» присваивается высокопрофессиональным работникам сельского хозяйства, в том числе работникам крестьянских (фермерских) хозяйств, государственных органов, научно-исследовательских и иных организаций, в том числе организаций, обслуживающих сельское хозяйство, работающим в области сельского хозяйства не менее 15 лет, за заслуги в увеличении производства и реализации сельскохозяйственной продукции, обеспечении успешного функционирования сельскохозяйственных предприятий.